# Itziar Castro
Pour les articles homonymes, voir Castro.
Itziar Castro i Rivadulla, née le 14 février 1977 à Pallejà, près de Barcelone, et morte le 8 décembre 2023 à Lloret de Mar, sur la Costa Brava, est une actrice espagnole catalane engagée pour les droits des femmes.

## Biographie
Itzia Castro commence sa carrière de comédienne en 2002, avec un rôle dans le long-métrage Noche de fiesta, puis apparaît dans les séries télévisées El cor de la ciutat sur TV3 et Algo que celebrar sur Antena 3.
En 2012, elle figure dans la distribution du film dramatique Blancanieves du réalisateur Pablo Berger, lauréat du César du meilleur film étranger à la 39e cérémonie des César qui se déroule en 2014 à Paris. Elle se fait ainsi connaître au niveau international, ce qu'elle confirme grâce à son rôle dans la série télévisée Derrière les barreaux, diffusé sur la chaîne Antena 3 à partir de 2015, et dans le film Skins, où elle joue le rôle éponyme d'Itziar, pour lequel elle est nommée meilleur espoir féminin aux Goya, en 2018.
En avril 2020, durant la pandémie de Covid-19, atteinte de lipœdème, elle publie sur les réseaux sociaux une adaptation de l'œuvre de l'artiste Fernando Botero.
Consciente de son image dans le show business, elle devient l'une des porte-parole des femmes dans la lutte contre la grossophobie dont elle est victime durant sa carrière.
En décembre 2023, elle rejoint la célèbre ville du tourisme international de Lloret de Mar, s'apprêtant à organiser un spectacle de natation synchronisée à l'occasion des fêtes de fin d'année.

### Mort
Itziar Castro meurt le 8 décembre 2023 à deux heures du matin. Elle est victime d’un arrêt cardiorespiratoire dans la piscine d'un hôtel de Lloret de Mar. Elle s'y trouvait à une heure tardive pour répéter le spectacle de nage synchronisée qu'elle devait donner prochainement.
Ses obsèques sont célébrées le 10 décembre 2023 à Pallejà, sa ville de naissance, où un hommage populaire lui est rendu autour de sa chapelle ardente ornée d'un drapeau arc-en-ciel.

## Filmographie

### Cinéma
- 2012 : Rec 3 Génesis
- 2012 : Blancanieves
- 2017 : Skins
- 2018 : Champions

### Télévision
- 2015 - 2019 : Derrière les barreaux
- 2022 : Jusqu'à ce que le sort les sépare

## Prix et reconnaissance
- 2018 : Prix Goya du meilleur espoir féminin pour Skins
- 2023 : Médaille d'or du mérite des beaux-arts, décernée à titre posthume par le Ministère de l'Éducation, de la Culture et des Sports espagnol[21]